# Frank Cameron (welzijnswerker)
Franklin André (Frank) Cameron (4 augustus 1936 - 14 juni 2024) was een Surinaams cultuur- en welzijnswerker. Hij was de grondlegger van SuriPop en de oprichter van het Frank Cameron Centrum voor motorisch gehandicapten. Ook richtte hij de Surinaamse afdeling op van de Special Olympics en stond hij meer dan tien keer in de leiding van de afvaardiging naar de spelen.

## Biografie
Frank Cameron was begin jaren 1960 actief bij de Surinaamse padvinders en bij het sportcomplex van het Mr. J.C. Bronsplein. Een groep jongens die zich ophield onder de naam Casa Alegria verbond hij in de nieuwe voetbalvereniging Hercules. Het ging hem als jeugdwerker om het bijbrengen van ordentelijkheid en gedisciplineerdheid, zelf was hij geen voetbaltalent. Hercules daarentegen wist ongeslagen te blijven en bereikte in het seizoen 1963/1964 de Hoofdklasse. De voetballers stroomden door hun talent en vanwege studiekeuze door naar SV Robinhood, SV Leo Victor en Nederland. Cameron vertrok eveneens naar Nederland en bond ook daar de vrienden uit Suriname. Na zijn studie keerde hij terug naar Suriname.
In 1978 werd het muziekfestival SuriPop opgericht, waarvan de eerste editie in 1982 plaatsvond. Cameron was sinds 1978 de voorzitter van de organisatie erachter, de Stichting ter bevordering van Kunst en Kultuur. Vijfenveertig jaar lang hield hij de voorzittershamer vast, tot hij hem op 6 maart 2023 overdroeg aan Odette Miranda. Zij omschreef zijn voorzittersrol als: "Hij luistert democratisch maar duldt geen nonsens." Met de 21e editie in 2022 onder zijn leiding had het festival ook de coronacrisis in Suriname doorstaan.
In 1980 richtte hij de Surinaamse afdeling op van de Special Olympics. Samen met Edward Gessel leidde hij meer dan 10 keer de Surinaamse afvaardiging. Op 15 februari 1985 richtte hij de Stichting Ontspanningsoord voor Gehandicapte Kinderen (SOGK) op, op een perceel van 4 hectare groot. Het centrum doet dienst als dagopvang en er zijn woningen voor gehandicapten op het terrein ingericht. In 2013 gaf minister Alice Amafo vier mensen met een beperking van de SOGK een vaste dienstbetrekking bij het ministerie van Sociale Zaken en Volkshuisvesting. Het SOGK droeg hij in 2016 over aan Mary-Ann Cameron en ging ter ere van zijn werk verder onder de naam Frank Cameron Centrum. Ook speelde hij een belangrijke rol bij de oprichting van het Nationaal Paralympisch Comité Suriname (NPC Suriname).
Cameron werd twee maal onderscheiden in de Ereorde van de Gele Ster, in 1997 als Ridder en in 2011 als Commandeur. In 2015 werd hij tijdens de uitreiking van de Owru Yari Awards onderscheiden met de Lifetime Achievement Award. In hetzelfde jaar ontving hij de Rotary Vocational Excellence Award.
Frank Cameron overleed op 14 juni 2024 op 87-jarige leeftijd. Hij werd tien dagen later begraven op het achterterrein van het Frank Cameron Centrum.